# Schmiedeleut
Los Schmiedeleut, también Schmiedeleit, son una rama de los huteritas, surgida en 1859, que se divide en dos subgrupos.

## Nombre
Michael Waldner (1834-1889), fue el fundador de los Schmiedeleut. Él era herrero y por eso se le conocía como "Schmied Michel", es decir: "el herrero Miguel". Los Schmiedeleut, que significa "gente herrera", recibieron su nombre por el apodo de Waldner.

## Historia

### Imperio Ruso
En 1857, algunos huteritas bajo el liderazgo de George Waldner intentaron restablecer la comunidad de bienes en Kushchovoe (Raión de Oríjiv), Ucrania, entonces parte del Imperio Ruso, después de haber abandonado esta costumbre en 1819 en Rádichev (Raión de Nóvgorod-Síverski), pero este primer intento fracasó. En 1859, Michael Waldner y Jakob Hofer (1830-1900) restablecieron con éxito una comunidad de bienes.

### América
En junio de 1874, los seguidores de Michael Waldner, un total de 113 personas, abandonaron sus hogares en Ucrania para establecerse en la Colonia Hutterita Bon Homme en Dakota del Sur, la colonia madre de los Schmiedeleut. Durante su viaje, 36 niños murieron de una epidemia de disentería en Lincoln (Nebraska).
En su nuevo hogar en Dakota del Sur, los Schmiedeleut prosperaron y en 1878 se formó una segunda colonia (la Colonia Tripp en Yankton, Dakota del Sur). Un intento de trasladar esta segunda colonia a Tidioute ( Pensilvania, pronto fracasó y la colonia regresó a Dakota del Sur.
Poco después de la Primera Guerra Mundial, dos objetores de conciencia huteritas: los hermanos: Joseph y Michael Hofer, murieron en una prisión estadounidense. Esto y el creciente sentimiento antialemán provocaron la emigración de los Schmiedeleut a Manitoba (Canadá), en los años siguientes. Entonces, cinco colonias de los Schmiedeleut (Milltown, Maxwell, Rosedale, Huron y James Valley) abandonaron los Estados Unidos, y solo quedó la Colonia Bon Homme .
En la década de 1930, algunos de los Schmiedeleut comenzaron comenzaron a regresar a los Estados Unidos y a formar nuevas colonias en Dakota del Sur y del Norte. De este modo, en 1950 había 20 colonias de Schmiedeleut en Manitoba, 15 en Dakota del Sur y una en Dakota del Norte.
En 1973, había 91 colonias Schmiedeleut en Manitoba, Dakota del Sur y del Norte.
En 1980, los Schmiedeleut comenzaron su primera colonia en Minnesota. Más se unirían a este estado en las décadas siguientes.

### División
En 1992, los Schmiedleut empezaron a dividirse en dos subgrupos debido a varias cuestiones, como ciertos procedimientos de gestión del grupo Kleinsasser, proyectos financieros y un litigio sobre derechos de patente con otro huterita. La relación con las Comunidades Bruderhof y la educación superior fueron otros temas. El élder Jacob Kleinsasser de la colonia Crystal Spring en Manitoba aprobó todas estas cosas, mientras que un grupo conservador se opuso a ellas. Pasó algún tiempo antes de que se lograra la separación.
Los seguidores de Kleinsasser adoptaron más tarde el nombre de "Hermanos Hutterianos". También se les llama "Schmiedeleut I" o "Grupo 1". Se les apoda "Oilers". La rama más tradicional de Schmiedeleut adoptó el nombre de "Comité Hutteritas". También se les llama "Schmiedeleut II" o "Grupo 2". Se les apoda "Gibbs".
Alrededor del año 2010, había 120 colonias del más conservador "Comité Hutterita", mientras que había unas 60 colonias de la rama "Hermanos Hutterianos", que adopta muchas costumbres del mundo moderno.
También hubo colonias huteritas independientes de origen schmiedeleut, por ejemplo: la Comunidad Cristiana de Elmendorf.

## Schmiedeleut hoy
Los Schmiedeleut de hoy son la rama más progresista de los huteritas, especialmente los "Hermanos Hutterianos" que eran seguidores del élder Jacob Kleinsasser. Las mujeres de los Schmiedeleut usan un velo sin lunares o con lunares muy pequeños, mientras que los Dariusleut tienen lunares más pequeños y los Lehrerleut lunares grandes que cubren una gran parte del patrón de la tela.